# Максим Фадеев
Максим Александрович Фадеев (на руски: Макси́м Алекса́ндрович Фаде́ев) е руски певец, композитор, режисьор, текстописец, музикален и телевизионен продуцент.

## Биография

### Ранен живот
Максим Фадеев е роден на 6 май 1968 г. в Курган, СССР. Като дете учи в музикалното училище в Курган, където се научава да свири на бас китара. По-късно, когато е само на 15 години, посещава 2 музикални университета.
Фадеев започва да работи с професионални музиканти през 1989 г., като Лариса Долина и Валери Леонтиев. Подкрепян е от шоумена и актьор Сергей Кирилов, който представя Фадеев в света на професионалната музика.

### 1993 – 2003: Линда, „Фабрика звёзд“, „Глюк’oza“
През 1993 г. Фадеев става мениджър на певицата Светлана Гейман, която по-късно става известна като Линда. Фадеев пише, продуцира и композира музиката. Линда получава медийно внимание и бърз път към славата. Музиката ѝ се хареса на критиците – нестандартна, полуетническа. Партньорството на двамата приключва през 1999 г. Линда в крайна сметка започва да пише песните си сама.
След големият успех като музикален продуцент, Фадеев също постига успехи като телевизионен продуцент на втория сезон на музикалния формат „Фабрика звёзд 2“ по Первий канал. Той довежда до известност на много популярни руски певци, като Юлия Савичева, Елена Темникова, Ираклий Пирцхалава, Пиер Нарцис и Елена Терлеева. Савичева се състезава за Русия в конкурса Евровизия 2004 г., достигайки 11-о място. Скоро след шоуто Фадеев става мениджър на „Глюк’oza“, която се превръща в музикална звезда.

### 2003:Monolit Records, „Фабрика звёзд 5“, „Серебро“
През 2003 г. Фадеев основава собствена звукозаписна компания Monolit Records. Намираща се в Москва, скоро се превръща в една от най-влиятелните звукозаписни компании в Русия, както и в страните от бившия СССР. През 2004 г. Monolit Records продуцира и издава албума на Катя Лели – „Джага-Джага“, който е сертифициран като платинен в Русия.
През 2005 г. Фадеев се завръща в телевизионната продукция като копродуцент на шоуто за таланти „Фабрика звёзд 5“.
По-късно се фокусира върху новия си проект – момичешката поп-група „Серебро“. Тя завършва на 3-то място в конкурса Евровизия 2007 г., печели множество награди и се нарежда сред най-популярните руски поп групи на десетилетието. Дебютният албум „ОпиумRoz“ на групата е издаден на 25 април 2009 г. от Monolit Records.

### 2007 – 2013: книга и филмов сценарий „Сава“
През 2007 г. Фадеев написва книгата „Сава“, а по-късно пише оригиналния сценарий за анимационен филм със същото име. Glukoza Production участва в продукцията на 3D анимационен филм „Сава“. Синът му Сава е прототип на главния герой в анимационния филм.
През 2010 г. американският сценарист Грегъри Поарие пише адаптирането на сценария за пазара в САЩ. Премиерата на анимационния филм е през 2013 г. През 2011 г. е обявено, че героите ще бъдат озвучени от Шарън Стоун, Упи Голдбърг, Джо Пеши, Мила Йовович и Уил Чейс.

## Дискография
- The dance on the broken glass (с „Конвой“) – 1990
- Танцуй на битом стекле – 1991
- Ножницы – 1997
- Нега – 1997

## Проекти

### Настоящи
- Серебро
- Юлия Савичева
- Глюк’oza
- Алиса Кожикина
- Наргиз Закирова
- MOLLY

### Бивши
- Линда
- Ираклий Пирцхалава
- Пиер Нарцис
- Катя Лели
- Лора
- Конвой
- Пърси
- Виктория Илинская
- Фабрика звёзд 2
- Фабрика звёзд 5
- ВОРОН
- Кит-И
- Олга Романовская
- Тотал